# Chrysococcyx
Chrysococcyx là một chi chim trong họ Cuculidae.

## Các loài
- Tìm vịt xanh hay tìm vịt lục bảo châu Á, Chrysococcyx maculatus
- Tìm vịt tím, Chrysococcyx xanthorhynchus
- Tìm vịt Dideric, Chrysococcyx caprius
- Tìm vịt Klaas, Chrysococcyx klaas
- Tìm vịt họng vàng, Chrysococcyx flavigularis
- Tìm vịt lục bảo châu Phi, Chrysococcyx cupreus
- Tìm vịt mỏ dài, Chrysococcyx megarhynchus (đồng nghĩa: Rhamphomantis megarhynchus)
- Tìm vịt Horsfield, Chrysococcyx basalis
- Tìm vịt tai đen, Chrysococcyx osculans
- Tìm vịt họng hung, Chrysococcyx ruficollis
- Tìm vịt sáng, Chrysococcyx lucidus
- Tìm vịt tai trắng, Chrysococcyx meyeri
- Tìm vịt trán trắng hay tìm vịt nhỏ, Chrysococcyx minutillus

## Hình ảnh

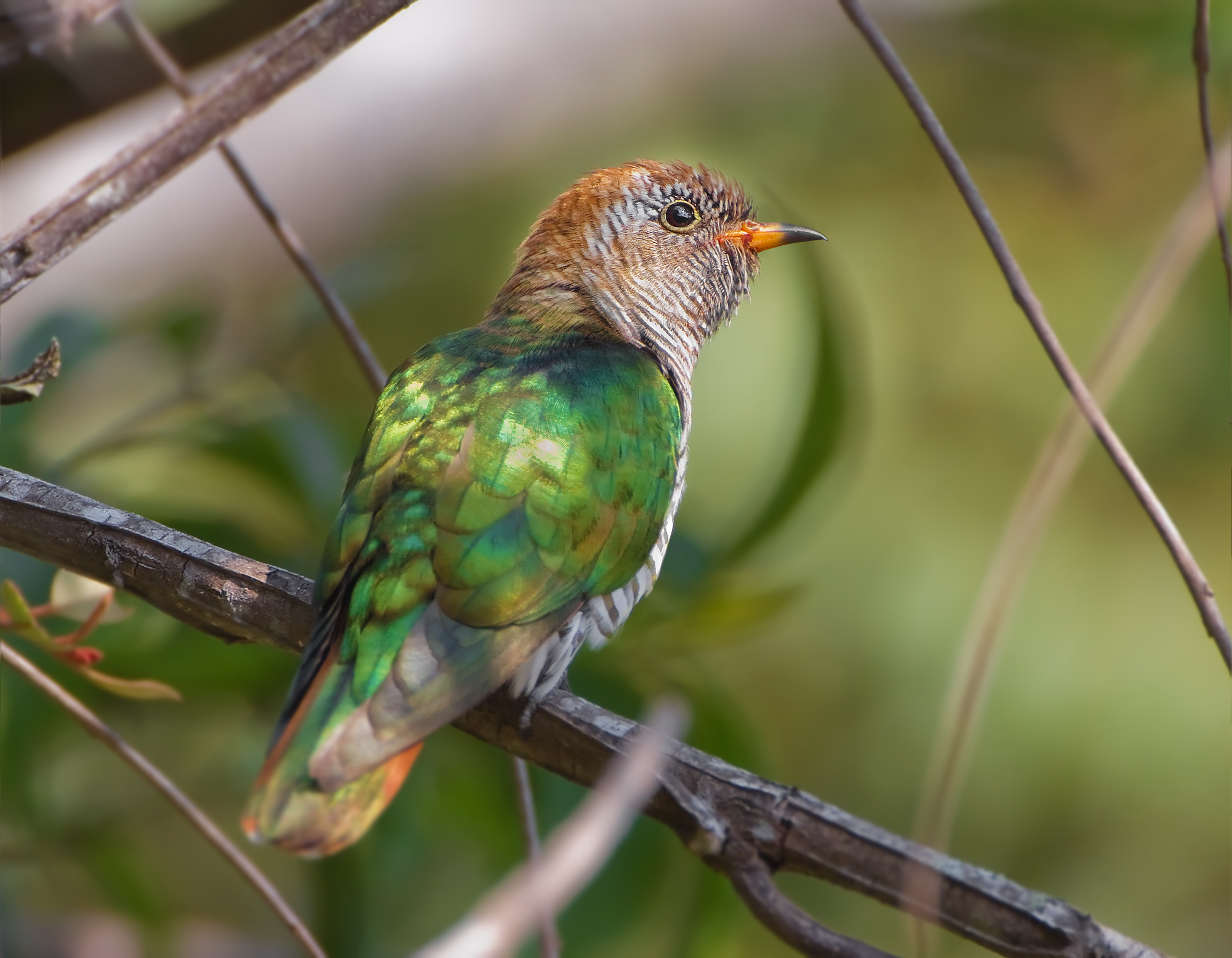
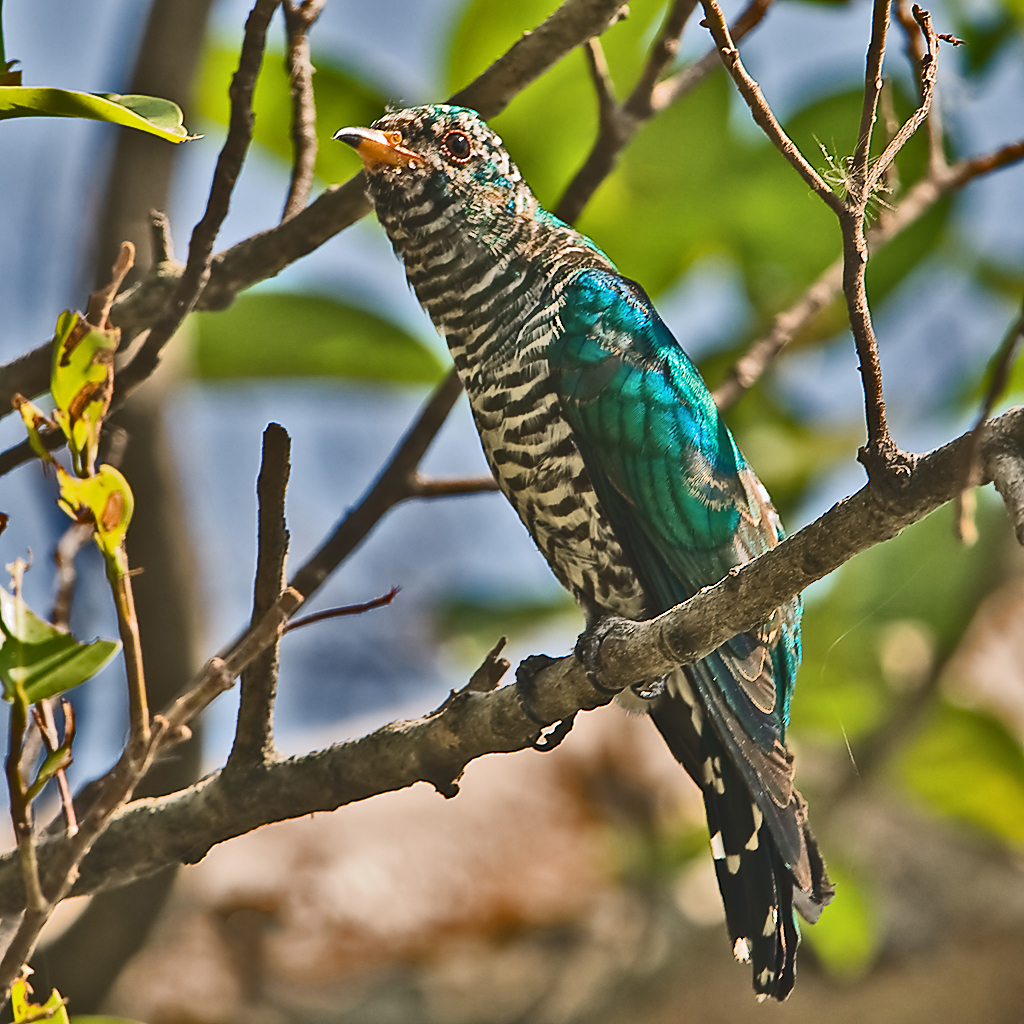
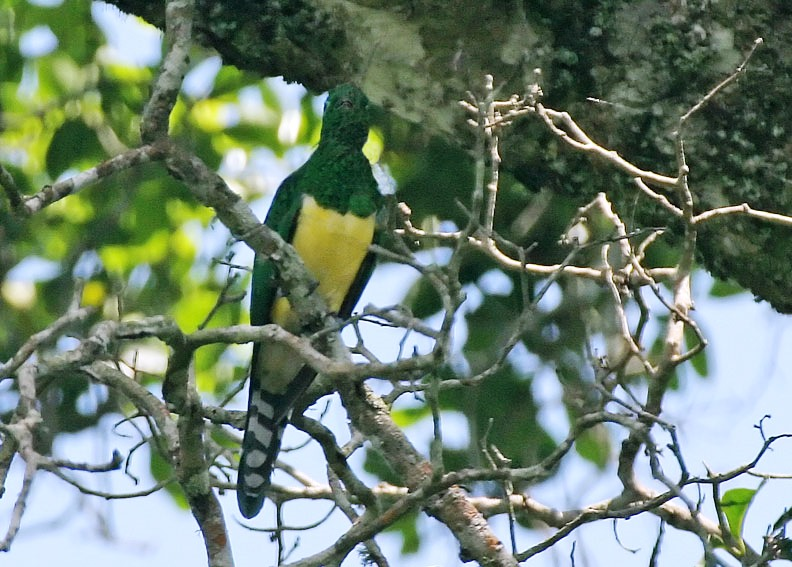
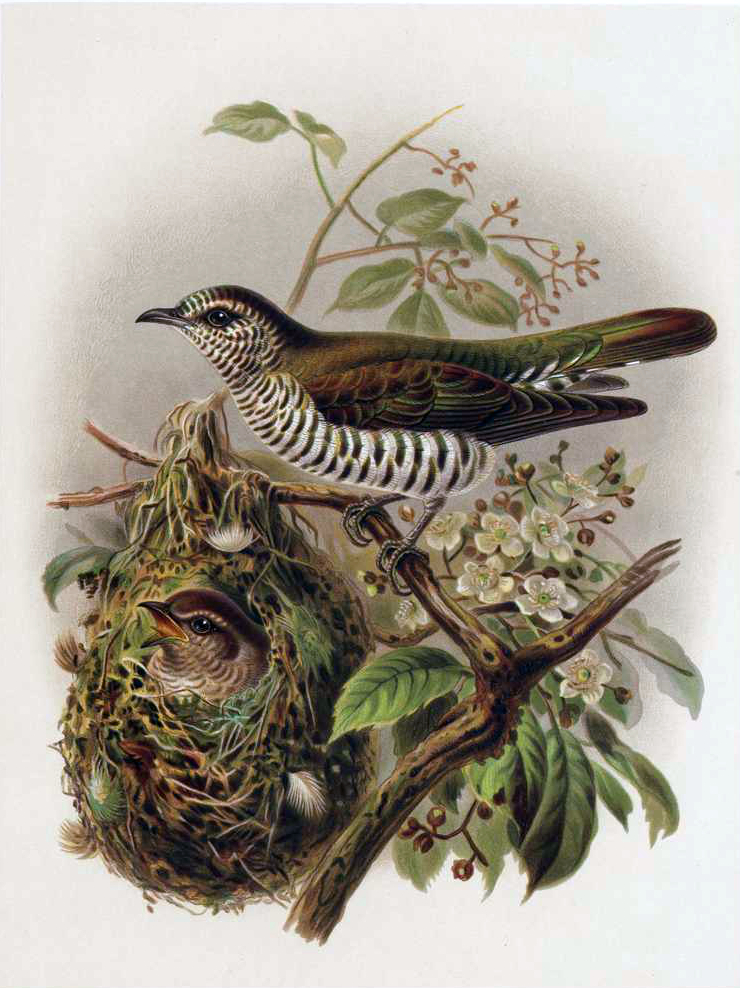
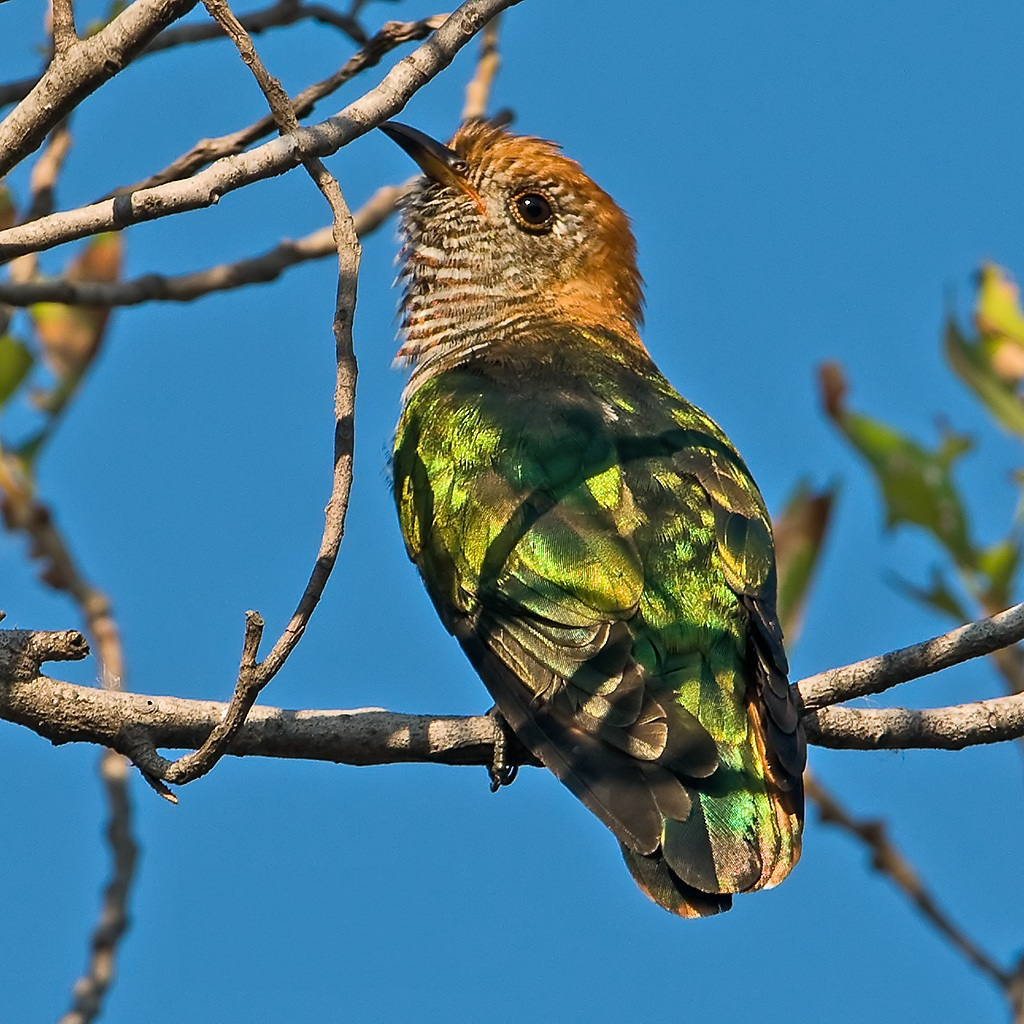
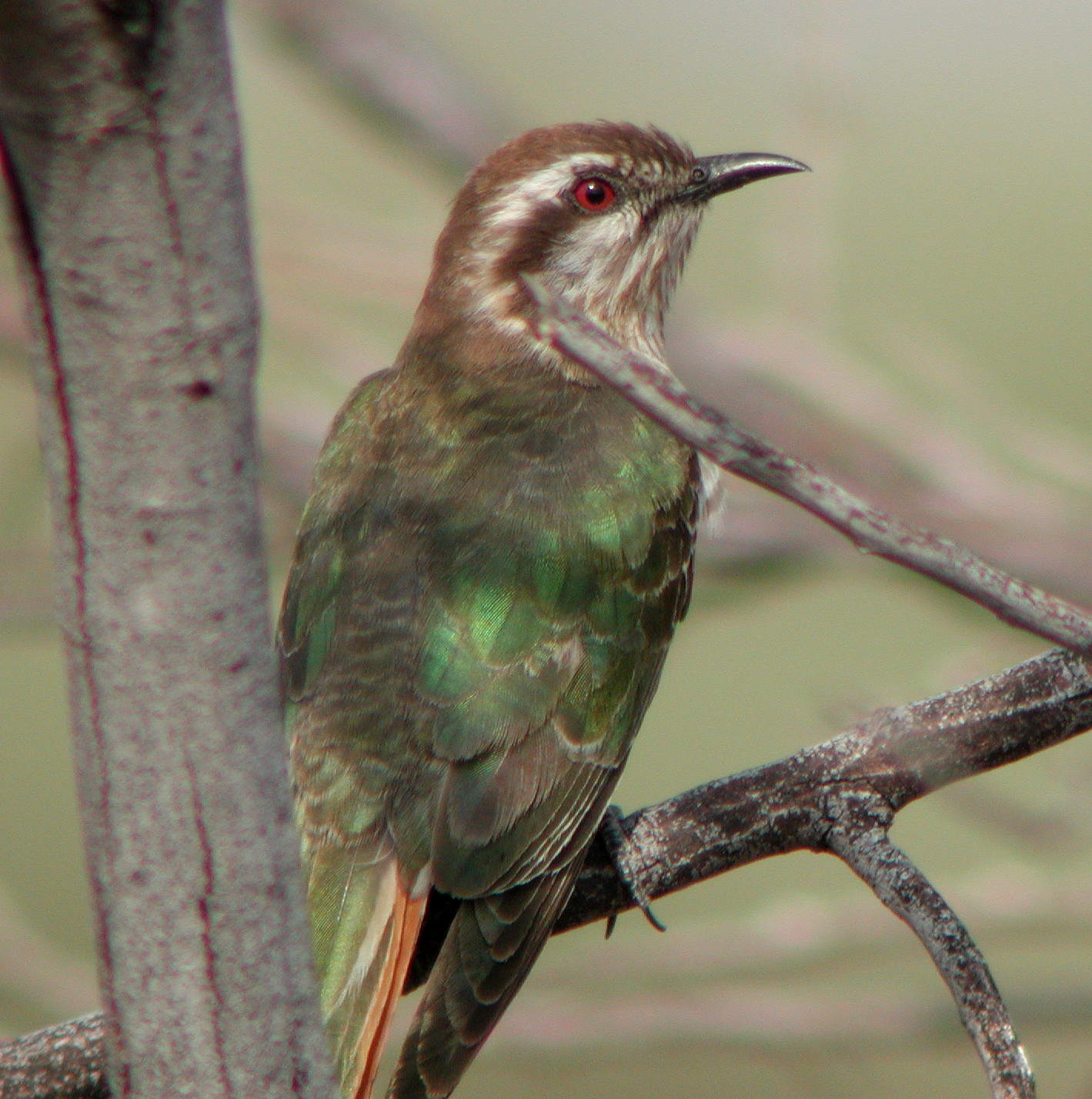